# Dzoragyugh, Gegharkunik
Dzoragyukh là một đô thị thuộc tỉnh Gegharkunik, Armenia. Dân số ước tính năm 2011 là 4788 người.